# La Batllia (la Nou de Berguedà)
La Batllia és una masia de Malanyeu, municipi de La Nou de Berguedà (Berguedà) inclosa en l'Inventari del Patrimoni Arquitectònic de Catalunya.
Està situada davant mateix de l'església de Sant Sadurní de Malanyeu. És una petita masia de planta rectangular, amb coberta a dues vessants i amb el carener paral·lel a la façana, orientada a ponent. La masia és adossada a un marge i aprofita el poc terreny disponible al costat de l'església, la qual cosa li va impedir créixer. És un construcció molt senzilla, amb els murs de maçoneria arrebossats i les finestres, molt petites fins al mateix ràfec de la teulada.
És coneguda al segle xvii amb el nom de la Sala i fou residència dels batlles que el monestir de Santa Maria de Ripoll tenia a Malanyeu i probablement també residència temporal dels visitadors i procuradors de l'abat. A partir del segle xviii és coneguda amb el nom de la Batllia.